# Lý Dương Côn
Lý Dương Côn (chữ Hán: 李陽焜, Hangul: 이양혼, Yi Yanggon; ?-?), tự Nguyên Minh, là một hoàng thân nhà Lý Việt Nam, lưu vong đến Cao Ly khoảng đầu thế kỷ XII, lập nên dòng họ Lý Tinh Thiện trong lịch sử Triều Tiên.

## Thân thế mâu thuẫn
Căn cứ vào tài liệu tộc phổ Lý Tinh Thiện, Lý Dương Côn là hoàng tử thứ 3 của Lý Nhân Tông. Năm 1115, triều đình nhà Lý nổ ra biến loạn cung đình, ông dẫn gia tộc và thuộc hạ lưu vong sang nước Tống. Tại đây, ông cưới một người con gái của quan Môn hạ thị trung họ Trần làm vợ, làm quan trong triều Tống Huy Tông đến chức Bình chương sự. Sau Sự biến Tĩnh Khang, Bắc Tống diệt vong, ông tiếp tục dẫn gia tộc, thuộc hạ lưu vong đến Cao Ly, định cư ở Gyeongju. Về sau, dòng tộc ông lấy Tinh Thiện làm bản quán, hình thành gia tộc Lý Tinh Thiện cho đến ngày nay.
Căn cứ sách Đại Việt sử ký toàn thư, Lý Nhân Tông không có con trai, nên nhận con của "các hầu Sùng Hiền, Thành Khánh, Thành Quảng, Thành Chiêu, Thành Hưng" làm con nuôi. Bấy giờ, con Sùng Hiền hầu là Lý Dương Hoán mới lên 2 tuổi mà thông minh lanh lợi, vua rất yêu và bèn lập làm hoàng thái tử. Sự kiện này, khi ghi chép trong Tống sử, các sử gia nhà Nguyên đã ghi nhầm Lý Dương Hoán là con của Lý Nhân Tông, dẫn đến các tác giả của tộc phổ Lý Tinh Thiện khi tham khảo tài liệu Tống sử cũng biên chép sai lầm như trên, dẫn đến việc Lý Dương Côn là con của Lý Nhân Tông.
Theo các nhà nghiên cứu, một số thông tin được cho là nhiều khả năng xác tín, rất có thể Lý Dương Côn là con của Thành Quảng hầu. được Lý Nhân Tông nhận làm con nuôi. Sau khi Lý Thần Tông lên ngôi, ông được phong tước Kiến Hải vương, giữ chức Đô đốc thủy quân ở vùng Đông Bắc. Khi Lý Thần Tông băng hà, Thái tử Lý Thiên Tộ mới 3 tuổi, triều thần muốn tôn Kiến Hải vương Lý Dương Côn lên ngôi. Tuy nhiên khi đó Linh Chiếu Thái hậu dựa vào thế lực của Đỗ Anh Vũ là người nắm binh quyền, đã loại hết các địch thủ của Thiên Tộ, nên ông được đưa lên ngôi. Để tránh nguy cơ diệt tộc, ông dẫn gia tộc và thuộc hạ lưu vong.
Cũng theo tài liệu tộc phổ Lý Tinh Thiện, Lý Nghĩa Mẫn, quyền thần thời Cao Ly Minh Tông là hậu duệ thời thứ 6 của Lý Dương Côn. Tuy nhiên, theo các nhà nghiên cứu, từ khi nổ ra sự kiện Tĩnh Khang (1127), Lý Dương Côn lưu vong đến Cao Ly, cho đến khi Cao Ly Minh Tông đăng cơ (1170) chỉ mới được hơn 40 năm, rất khó có được hậu duệ đến 5, 6 đời.